# 1948年至1949年英格蘭足總盃
1948/49球季英格蘭足總盃（英語：FA Cup），是第68屆英格蘭足總盃，今屆賽事的冠軍是狼隊，他們在決賽以3:1擊敗李斯特城，奪得冠軍。本屆賽事繼續在舊溫布萊球場舉行。
次級聯賽的李斯特城力戰殺入決賽，但還是功虧一簣。

## 外部連結
1. 英格蘭足總盃官網Archive-It的存檔，存档日期2012-04-24
2. 英格蘭足總盃 歷屆冠軍（页面存档备份，存于）